# Schmitterita
La schmitterita és un mineral de la classe dels òxids. Rep el nom en honor d'Eduardo Schmitter Villada (21 de juny de 1904, Toluca, Mèxic
- 1982(?)), catedràtic de mineralogia i petrologia a la Universitat Nacional de Mèxic, i també investigador a l'Institut Mexicà de Geologia de la Universitat.

## Característiques
La schmitterita és un òxid de fórmula química (UO₂)(TeO₃). Es tracta d'una espècie aprovada per l'Associació Mineralògica Internacional, i publicada per primera vegada el 1971. Cristal·litza en el sistema ortoròmbic. La seva duresa a l'escala de Mohs és 1. Estructuralment es troba relacionada amb la moctezumita.
Segons la classificació de Nickel-Strunz, la schmitterita pertany a «04.JK - Tel·lurits sense anions addicionals, sense H₂O» juntament amb els següents minerals: winstanleyita, walfordita, spiroffita, zincospiroffita, balyakinita, rajita, carlfriesita, denningita, chekhovichita, smirnita, choloalita, fairbankita, plumbotel·lurita, magnolita, moctezumita i cliffordita.

## Formació i jaciments
Va ser descoberta a la mina Bambolla, situada a la localitat de Moctezuma, al municipi homònim (Sonora, Mèxic). També ha estat descrita a les mines Candelaria i San Miguel, ambdues properes a la localitat tipus. També ha estat descrita a la República Democràtica del Congo, a Noruega i a la República Txeca.